# Burgstall Hagenfels
Der Burgstall Hagenfels ist eine abgegangene Höhenburg auf 750 m ü. NN ca. 6 km nördlich von Bischofswiesen im Landkreis Berchtesgadener Land von Bayern.

## Lage/Beschreibung
Erst 1954 wurden die Überreste dieser Burg an den Nordausläufern des Lattengebirges oberhalb von Hallthurm gefunden. Es handelte sich um einen Turm mit etwa 10 mal 10 Meter Grundfläche, der vermutlich 15 Meter hoch war. Nach einer weiteren archäologischen Prospektion von 2004 zeigte sich auch eine Befestigungsanlage ungleich größeren Ausmaßes. Hagenfels lag demnach zwischen zwei parallel verlaufenden Wildbächen auf einer Höhe von 750 m ü. NN. Der circa 500 Meter breite Raum zwischen den beiden Bächen Klausgraben und Hallthurmgraben beherbergte neben dem zentralen Wohnturm mehrere Vorwerke und Außenmauern. Die talwärts gegen Osten gerichtete Seite war mit weiteren Türmen versehen. Die Anlage war mit Wall und Graben auch bergseitig abgesichert. Eine etwa 800 Meter lange Durchfahrtsstraße führte durch die ganze Burg. Die Anlage erweckt den Eindruck, dass sie niemals vollendet worden sei.
Die Anlage wird als Bodendenkmal unter der Aktennummer D-1-8243-0141 im Bayernatlas als „Burgstall des späten Mittelalters ("Hagenfels") mit anschließenden Außenwerken und Sperranlagen“ geführt. Zu der Anlage gehört auch unter der Aktennummer D-1-8243-0140 beschriebene „spätmittelalterliche Vorbefestigung des Burgstalls Hagenfels“.

## Geschichte
Im Gegensatz zur bisherigen Meinung, dass die Befestigung in der Folge der bayerischen Invasion innerhalb weniger Wochen errichtet wurde, muss aufgrund dieser Befunde von einer wesentlich längeren Vorbereitungszeit ausgegangen werden. Der Beginn der Bauzeit wird um 1378 vermutet. Da dieser Burgenbau große finanzielle Mittel verschlang, hat es den Schuldenstand des kleinen, wenn auch bald (1380) zur Reichsprälatur erhobenen Klosterstifts Berchtesgaden noch weiter erhöht. Vermutlich waren es die Herzöge von Bayern, die dafür als Geldgeber fungierten. Zudem stellte diese Wehranlage aufgrund ihres offensiven Charakters eine Provokation für das Fürsterzbistum Salzburg dar. Der Bayernherzog Friedrich hatte sich damit eine Operationsbasis für eine größere Militäraktion gegen Salzburg geschaffen, nachdem es den Berchtesgadener Propst Ulrich I. Wulp 1382 zur „Resignation“ gezwungen und mit dem Installieren von Sieghard Waller als von Bayern nicht anerkannten Propst ein „kleines Schisma“ (1382–1384) ausgelöst hatte.
Nach den Annalen des Salzburgischen Stifts St. Peter drang der Bayernherzog Friedrich von der Festung Hagenfels aus am 15. April 1382 in das Stiftsland der Reichsprälatur Berchtesgaden ein. Zum Ende dieser Auseinandersetzungen zwischen Salzburg und Bayern wurde die Burg Hagenfels von Salzburg erobert und gemäß den Bestimmungen eines Friedensvertrags von 1384 geschleift. Anschließend musste Propst Konrad Torer von Törlein (1384–1393) wegen der nunmehr untilgbaren Schulden die stiftseigene Schellenberger Saline an den Salzburger Erzbischof Pilgrim II. von Puchheim verpfänden, was den ersten Schritt zur zeitweise gänzlichen Inkorporation (1393–1404) des Klosterstifts Berchtesgaden in das Erzbistum Salzburg bedeutete.